# Julián Cardona
Julián Cardona Tabares (La Unión, Antioquia, Colombia, 19 de enero de 1997) es un ciclista profesional colombiano.

## Palmarés
2015
- Vuelta del Porvenir
- Campeonato Panamericano Contrarreloj Junior
- Campeonato de Colombia Contrarreloj Junior

2017
- Campeonato de Colombia Contrarreloj Sub-23

2022
- 3.º en la Vuelta a Colombia

## Equipos
- Medellín-Inder (2017)
- EF Education First-Drapac[1] (2018)
- Androni Giocattoli-Sidermec[2] (2019)
- Colnago CM Team (2020)